# Saison 2014-2015 du Stade français Paris rugby
Cette page présente la saison 2014-2015 du Stade français Paris rugby en Top 14 et en European Rugby Challenge Cup (ERCC2).

## Entraîneurs
- Gonzalo Quesada
- Simon Raiwalui
- Jean-Frédéric Dubois
- Adrien Buononato

## La saison

### Récit de la saison sportive
Ce fut une des plus belles saisons du stade français paris parce qu'il finirent leur année en étant champion de France en titre pour la 14e fois depuis la création du club en 1995.
Le club termina 3e au classement général.Ils sont arrivés en finale contre Clermont après avoir battu en barrages le racing 92 puis le tenant du titre Toulon en demi finale.
la saison d'un point de vue professionnel s'est très bien déroulé :
Victoire des trois derbys , des deux Classicos suivit d'une victoire a la maison contre le tenant du titre Toulon.
Le stade français remporta la finale au stade de france de la plus belle des manières au bout du suspens
Ce fut un suspens interminable.

## Effectif 2014-2015
| Nom                       | Poste                       | Naissance    | Nationalité sportive | International | Dernier club            | Arrivée au club (année) | JIFF |
| ------------------------- | --------------------------- | ------------ | -------------------- | ------------- | ----------------------- | ----------------------- | ---- |
| Rémi Bonfils              | Talonneur                   | 26/09/1988   | France               |               | PUC                     | 2008                    | OUI  |
| Aled de Malmanche         | Talonneur                   | 11/09/1984   | Nouvelle-Zélande     | 5 (0)         | Chiefs                  | 2011                    | NON  |
| Laurent Sempéré           | Talonneur                   | 09/07/1985   | France               |               | Racing Métro 92         | 2008                    | OUI  |
| Romain Frou               | Pilier                      | 03/01/1984   | France               |               | RC Toulon               | 2012                    | OUI  |
| Rabah Slimani             | Pilier                      | 18/10/1989   | France               | 15 (0)        | AAS Sarcelles           | 2004                    | OUI  |
| Sofiane Chellat           | Pilier                      | 12/01/1990   | Algérie              | 2 (0)         | Stade Rodez             | 2014                    | OUI  |
| Davit Kubriashvili        | Pilier                      | 03/12/1986   | Géorgie              | 37 (10)       | RC Toulon               | 2013                    | OUI  |
| Heinke van der Merwe      | Pilier                      | 05/03/1985   | Afrique du Sud       | 4 (0)         | Leinster Rugby          | 2013                    | NON  |
| Sakaria Taulafo           | Pilier                      | 29/01/1983   | Samoa                | 30 (0)        | London Wasps            | 2013                    | NON  |
| Zurab Zhvania             | Pilier                      | 23/09/1991   | Géorgie              | 18 (35)       | RC AIA Kutaisi (en)     | 2011                    | NON  |
| Juan Cruz Guillemain (en) | Deuxième ligne              | 21/08/1992   | Argentine            |               | Jockey Club San Juan    | 2012                    | NON  |
| Alexandre Flanquart       | Deuxième ligne              | 09/10/1989   | France               | 12 (0)        | Lille Rugby             | 2006                    | OUI  |
| Gerhard Mostert           | Deuxième ligne              | 29/04/1986   | Afrique du Sud       | 2 (0)         | Sharks                  | 2011                    | NON  |
| Pascal Papé               | Deuxième ligne              | 05/10/1980   | France               | 59 (23)       | Castres olympique       | 2007                    | OUI  |
| Hugh Pyle                 | Deuxième ligne              | 21/09/1988   | Australie            |               | Melbourne Rebels        | 2014                    | NON  |
| Antoine Burban            | Troisième ligne aile        | 22/07/1987   | France               | 3 (0)         | PUC                     | 2006                    | OUI  |
| Nicolas Garrault (en)     | Troisième ligne aile        | 15/06/1991   | France               |               | Formé au club           | 2012                    | OUI  |
| Scott LaValla             | Troisième ligne aile        | 04/07/1988   | États-Unis           | 28 (15)       | Dublin University FC    | 2011                    | NON  |
| Jono Ross                 | Troisième ligne aile        | 27/10/1990   | Afrique du Sud       | -             | Blue Bulls              | 2014                    | NON  |
| Sylvain Nicolas           | Troisième ligne aile        | 21/06/1987   | France               |               | Stade toulousain        | 2013                    | OUI  |
| Pierre Rabadan            | Troisième ligne aile        | 03/07/1980   | France               | 2 (0)         | Pays d'Aix RC           | 1998                    | OUI  |
| Raphaël Lakafia           | Troisième ligne aile/centre | 28/10/1988   | France               | 3 (0)         | Biarritz olympique      | 2014                    | OUI  |
| David Lyons               | Troisième ligne centre      | 15/06/1980   | Australie            | 44 (20)       | Llanelli Scarlets       | 2011                    | NON  |
| Sergio Parisse (cap.)     | Troisième ligne centre      | 13/09/1983   | Italie               | 108 (63)      | Benetton Trévise        | 2005                    | NON  |
| Julien Dupuy              | Demi de mêlée               | 19/12/1983   | France               | 8 (38)        | Leicester Tigers        | 2009                    | OUI  |
| Jérôme Fillol             | Demi de mêlée               | 10/02/1978   | France               |               | Racing Métro 92         | 2011                    | OUI  |
| Richard Kingi (en)        | Demi de mêlée               | 17/03/1989   | Australie            | 1 (0)         | Melbourne Rebels        | 2013                    | NON  |
| Julien Tomas              | Demi de mêlée               | 21/04/1985   | France               | 3 (0)         | Castres olympique       | 2014                    | OUI  |
| Morné Steyn               | Demi d'ouverture            | 11/07/1984   | Afrique du Sud       | 60 (690)      | Bulls                   | 2013                    | NON  |
| Jules Plisson             | Demi d'ouverture            | 20/08/1991   | France               | 6 (20)        | AC Boulogne-Billancourt | 2007                    | OUI  |
| Julien Arias              | 3/4 aile                    | 26/10/1983   | France               | 2 (0)         | US Colomiers            | 2004                    | OUI  |
| Djibril Camara            | 3/4 aile                    | 22/06/1989   | France               |               | Formé au club           | 2007                    | OUI  |
| Digby Ioane               | 3/4 aile                    | 14/07/1985   | Australie            | 38 (75)       | Queensland Reds         | 2013                    | NON  |
| Waisea Nayacalevu         | Ailier                      | 26 juin 1990 | Fidji                |               | Melbourne RUFC (en)     | 2012                    | NON  |
| Jérémy Sinzelle           | 3/4 aile                    | 02/07/1990   | France               |               | RC Toulon               | 2012                    | OUI  |
| Meyer Bosman              | 3/4 centre                  | 19/04/1985   | Afrique du Sud       | 3 (7)         | Sharks                  | 2013                    | NON  |
| Jonathan Danty            | 3/4 centre                  | 07/10/1992   | France               |               | Formé au club           | 2011                    | OUI  |
| Geoffrey Doumayrou        | 3/4 centre                  | 16/09/1989   | France               |               | Montpellier HR          | 2012                    | OUI  |
| Paul Williams             | 3/4 centre                  | 22/04/1983   | Samoa                | 18 (72)       | Sale Sharks             | 2011                    | NON  |
| Hugo Bonneval             | Arrière                     | 19/11/1990   | France               | 4 (5)         | Formé au club           | 2009                    | OUI  |

## Calendrier

### Top 14
| - Castres olympique - Stade français : 22-25 - Stade français - Lyon OU : 23-20 - US Oyonnax - Stade français : 33-6 - Stade français- Aviron bayonnais : 34-29 - RC Toulon - Stade français : 24-28 - Montpellier HR - Stade français : 23-3 - Stade français - Stade rochelais : 43-10 - Stade toulousain - Stade français : 22-10 - Stade français - Racing Métro 92 : 23-19 - Stade français - Union Bordeaux Bègles : 39-22 - ASM Clermont - Stade français : 51-9 - Stade français - CA Brive : 20-17 - FC Grenoble - Stade français : 30-43 | - Stade français - Castres olympique : 49-13 - Lyon OU - Stade français : 12-9 - Stade français – US Oyonnax : 13-15 - Aviron bayonnais - Stade français : 23-6 - Stade français - RC Toulon : 30-6 - Stade français - Montpellier HR : 35-21 - Stade rochelais - Stade français : 19-19 - Stade français - Stade toulousain : 12-21 - Racing Métro 92 - Stade français : 19-28 - Union Bordeaux Bègles - Stade français : 22-23 - Stade français - ASM Clermont : 40-26 - CA Brive - Stade français : 27-0 - Stade français - FC Grenoble : 21-30 |

Avec 15 victoires, 1 nul et 10 défaites, le Stade français termine 4e de la phase régulière et se qualifie pour les barrages.

### Phases finales

#### Barrage
Opposé au Racing Métro 92, qui a terminé 5e de la phase régulière, le Stade français se qualifie en disposant de son adversaire par 38 à 15.
| 29 mai 2015 21h00 Rapport | Stade français Paris | 38–15 (17–7) | Racing Metro 92                                                                                       | Stade Jean-Bouin, Paris Arbitre : Romain Poite |
| 29 mai 2015 21h00 Rapport | Essai(s) : Waisea (9e), de pénalité (34e) Transformation(s) : Steyn (9e, 34e) Pénalité(s) : Steyn (24e, 43e, 52e, 58e, 62e, 71e, 77e, 80e) |              | Essai(s) : Machenaud (40e), Roberts (67e) Transformation(s) : Sexton (40e) Pénalité(s) : Sexton (47e) | Stade Jean-Bouin, Paris Arbitre : Romain Poite |
| 29 mai 2015 21h00 Rapport | |              | | Stade Jean-Bouin, Paris Arbitre : Romain Poite |

#### Demi-finales
Opposé au RC Toulon, qui a terminé 1er de la phase régulière, le Stade français se qualifie en disposant de son adversaire par 33 à 16.
| 5 juin 2015 21h00 | RC Toulon                                                                                             | 16–33 (13–20) | Stade français Paris | Nouveau stade de Bordeaux, Bordeaux Arbitre : Mathieu Raynal |
| 5 juin 2015 21h00 | Essai(s) : Mitchell (5e) Transformation(s) : Halfpenny (6e) Pénalité(s) : Halfpenny 3 (12e, 33e, 46e) |               | Essai(s) : Lakafia (24e), Burban (39e), Arias (80e) Transformation(s) : Steyn 3 (25e, 40e, 80e) Pénalité(s) : Steyn 4 (9e, 21e, 58e, 71e) | Nouveau stade de Bordeaux, Bordeaux Arbitre : Mathieu Raynal |
| 5 juin 2015 21h00 | |               | | Nouveau stade de Bordeaux, Bordeaux Arbitre : Mathieu Raynal |

#### Finale
Opposé à l'ASM Clermont, qui a terminé 2e de la phase régulière, le Stade français devient champion de France 2015 en disposant de son adversaire par 12 à 6.
(mt : 9 – 3)
Points marqués :
- Stade français Paris : 4 pénalités de Steyn (14e, 21e, 28e, 79e)
- ASM Clermont : 2 pénalités de Lopez (38e) et James (61e)

Évolution du score : 0-3, 0-6, 0-9, 3-9, 6-9, 6-12
Arbitre :
Résumé
| Stade français Paris · Titulaires · 67e Djibril Camara 15 · Julien Arias 14 · 78e Waisea Nayacalevu 13 · Jonathan Danty 12 · Jérémy Sinzelle 11 · Morné Steyn 10 · 69e Julien Dupuy 9 · Sergio Parisse 8 · Raphaël Lakafia 7 · 65e Antoine Burban 6 · Alexandre Flanquart 5 · 26e Hugh Pyle 4 · Rabah Slimani 3 · 56e Rémy Bonfils 2 · 62e Hendrik Schalk Van der Merwe 1 · Remplaçants · 26e Pascal Papé 16 · 56e Laurent Sempéré 17 · 62e Sakaria Taulafo 18 · 65e Jono Ross 19 · 67e Geoffrey Doumayrou 20 · 69e Jérôme Fillol 21 · 78e Meyer Bosman 22 · Entraîneurs · Gonzalo Quesada, Simon Raiwalui, Jean-Frédéric Dubois, Adrien Buononato |  | ASM Clermont · Titulaires · Nick Abendanon 15 · Jean-Marcellin Buttin 14 · Aurélien Rougerie 13 · 69e Benson Stanley 12 · Napoleoni Vonwale Nalaga 11 · 51e Camille Lopez 10 · 69e (cap.) Morgan Parra 9 · Fritz Lee 8 · 69e 14e à 24e Julien Bardy 7 · Damien Chouly 6 · Sébastien Vahaamahina 5 · 51e Paul Jedrasiak 4 · 73e Davit Zirakashvili 3 · 20e John Ulugia 2 · 73e Thomas Domingo 1 · Remplaçants · 20e Benjamin Kayser 16 · 51e Julien Pierre 17 · 51e Brock James 18 · 69e Alexandre Lapandry 19 · 69e Ludovic Radosavljevic 20 · 69e Mike Delany 21 · 73e Raphaël Chaume 22 · 73e Clément Ric 23 · Entraîneurs · Franck Azéma, Jono Gibbes, Xavier Sadourny |

### European Rugby Challenge Cup
Le Stade français ayant été battu lors des matchs de barrage pour l'European Rugby Champions Cup (ERCC1) par les London Wasps, il se trouve qualifié pour l'European Rugby Challenge Cup (ERCC2).
Dans l'European Rugby Challenge Cup le Stade français fait partie de la poule 3 et sera opposé aux Anglais des Newcastle Falcons, aux Gallois de Newport RFC et aux Roumains de Bucarest Rugby qui a terminé deuxième de la compétition qualificative organisée avec la FIRA-AER (Fédération Internationale de Rugby Amateur – Association Européenne de Rugby).
| - Stade français Paris - Newport RFC : 22-38 - Bucarest Rugby - Stade français Paris : 9-13 - Newcastle Falcons - Stade français Paris : 30-23 | - Newport RFC - Stade français Paris : 30-19 - Stade français Paris - Bucarest Rugby : 47-12 - Stade français Paris - Newcastle Falcons : 31-24 |

| Rang | Équipe               | J | V | N | D | Em | Ee | Bo | Bd | Pm  | Pe  | Diff | Pts |
| ---- | -------------------- | - | - | - | - | -- | -- | -- | -- | --- | --- | ---- | --- |
| 1    | Newport RFC          | 6 | 5 | 0 | 1 | 31 | 15 | 4  | 1  | 240 | 127 | +113 | 25  |
| 2    | Newcastle Falcons    | 6 | 4 | 0 | 2 | 29 | 20 | 4  | 1  | 208 | 149 | +59  | 21  |
| 3    | Stade français Paris | 6 | 3 | 0 | 3 | 19 | 13 | 2  | 1  | 155 | 143 | +12  | 15  |
| 4    | Bucureşti Oaks       | 6 | 0 | 0 | 6 | 8  | 39 | 0  | 1  | 77  | 261 | -184 | 1   |

Avec 3 victoires et 3 défaites, le Stade français Paris termine 3e de la poule 3 et n'est pas qualifié.